# Jan van der Pluijm
Jan Marcel Mathieu (Jan) van der Pluijm (Breda, 1 maart 1920 - Amstelveen, 20 mei 1988) was een Nederlands econoom en journalist. Hij was van 1964 tot 1982 hoofdredacteur van de Volkskrant en was verantwoordelijk voor de sterke groei en de vernieuwing van de krant.

## Leven en werk
Van der Pluijm groeide op in Breda, waar hij in de jaren dertig het schoolblad van het Onze Lieve Vrouwelyceum redigeerde. Hij studeerde economie in Tilburg en journalistiek in onder meer Rome. Hij was de eerste academicus die hoofdredacteur van de Volkskrant werd, na al chef van de sociaal-economische redactie van de krant geweest te zijn. Van der Pluijm was de opvolger van autarkische Joop Lücker en van de politiek hoofdredacteur van de krant, C.P.M. Romme.
Van der Pluijm loodste de krant uit het katholieke vakbondskamp naar een neutralere, progressieve positie en wist de concurrentieslag met de katholieke Tijd-Maasbode te winnen. In 1965 schrapte hij de aanduiding 'katholiek' uit de titel van de krant.
Van der Pluijm was het ook, die de democratisering van de redactie doorvoerde en een redactiestatuut aanvaard wist te krijgen in 1973, wat de journalistieke onafhankelijkheid van de krant waarborgde. De krant maakte in zijn tijd een proces van grote vernieuwing door, van de naweeën van het Tweede Vaticaans Concilie en de emancipatie van de katholieken, via provo en studentenoproer, de eerste bedrijfsbezettingen (Enka), de Vietnamoorlog, Molukse terreuraanslagen naar het kabinet-Den Uyl, de oliecrisis en de start van de computerrevolutie.
De redactie werd sterk uitgebreid, onder meer met columnisten als Nico Scheepmaker, Stoker, Kees Fens en Saartje Burgerhart en Jan Blokker. Met de katholieke columnist Godfried Bomans (die een tweekolommer op de zaterdagse voorpagina had) ontstond echter een breuk. De financieel-economische redactie werd eveneens sterk uitgebreid, en vele leden van de succesploeg (Jan Damen, Wim de Valk, Ruud Horeman, Harry Rodenburg, Jan van Capel, Peter van Bakkum) maakten carrière binnen of buiten de krant. Ook de sociaal-economische redacteur Harry Lockefeer (de latere opvolger van Van der Pluijm) maakte onder Van der Pluijm flink carrière.
Ook was Van der Pluijm een voorstander van samenwerking met Het Parool en oprichting van de Perscombinatie. Van der Pluijm koos Harry Lockefeer, eveneens een econoom afkomstig van de sociaal-economische redactie, als zijn opvolger.
- International Standard Name Identifier: 0000 0003 9057 2581
- Virtual International Authority File: 284146623
- WorldCat: E39PBJtmrcpbM8WPKpC3MHpQMP